# Corisco, o Diabo Loiro
Corisco, o Diabo Loiro é um filme brasileiro de 1969, dirigido por Carlos Coimbra, inspirado na história do famoso cangaceiro Corisco.

## Sinopse
Cristino mata um homem que o provocava, e por causa disso precisa fugir para uma cidade no interior do Nordeste, e lá se ver forçado a entrar no bando de Lampião para conseguir sobreviver, dentro do bando Cristino se torna Corisco o Diabo Loiro, recebendo respeito do chefe se tornando braço direito do "Rei do Cangaço". Em uma de suas andanças se apaixona por Dadá, filha de um pequeno fazendeiro, a menina entra a força no mundo do cangaço, ela no começo odiava Corisco, mas depois aprendeu a amá-lo e viveram 13 anos juntos na vida sofrida do cangaço. Corisco conseguiu fugir do massacre que matou Lampião e Maria Bonita no Angico, e em busca de vingança degola a família do suposto delator, porém, Corisco e Dadá são presos pela volante do temido tenente Zé Rufino. Durante o caminho da entrega as autoridades, Corisco e Dadá relembram os dramas sofridos em suas vidas.

## Elenco
| Ator/atriz                 | Personagem         |
| -------------------------- | ------------------ |
| Maurício do Valle          | Corisco            |
| Leila Diniz                | Dadá               |
| Milton Ribeiro             | Lampião            |
| Maracy Mello               | Maria Bonita       |
| Jofre Soares               | Domingos           |
| Antonio Pitanga            | Zé Baiano          |
| Turíbio Ruiz               | Zé Rufino          |
| Roberto Ferreira           | Cabo               |
| Tony Vieira                | Hortêncio          |
| Laura Cardoso              | Tia de Corisco     |
| Eduardo Abbas              | Luiz Pedro         |
| Yola Maia                  | Mulher de Domingos |
| Anita Sbanio               | Maria Cleto        |
| Paula Ramos                | Otília             |
| Verônica Krimann           | Celeste            |
| Jurandir Costa             | Coqueiro           |
| Duilio Scalise             | Herculano          |
| Waldomiro Reis             | Rastejador         |
| Francisco Genésio Ferreira | Cel. Zelão         |
| José Rodrigues da Silva    | Canoeiro           |
| Letacio Camargo            | Pai de Dadá        |
| Jacir Cluselli             | Padre              |
| Darcy Silva                | Dito               |
| Dionísio Azevedo           | Mariano            |
| John Herbert               | Bem-te-vi          |
| Geórgia Gomide             | Lídia              |